# Saison 4 du Maître du Haut Château
Chronologie
Saison 3
Cet article présente le guide des épisodes de la quatrième saison de la série télévisée américaine Le Maître du Haut Château (The Man in the High Castle).

## Distribution

### Acteurs principaux[1]
- Alexa Davalos : Juliana Crain
- Joel de la Fuente : Colonel Takeshi Kido, inspecteur en chef de la Kenpeitai
- Jason O'Mara : Wyatt « Liam » Price
- Brennan Brown : Robert Childan
- Chelah Horsdal : Helen Smith
- Frances Turner : Bell Mallory
- Rufus Sewell : Reichsmarschall John Smith

### Acteurs récurrents
- Stephen Root (VF : Michel Papineschi) : Hawthorne Abendsen, le « Maître du Haut Château »
- Kenneth Tigar (VF : Mathieu Rivolier) : Reichsführer Heinrich Himmler
- Gwynyth Walsh (VF : Isabelle Leprince) : Margarete Himmler
- Giles Panton (en) (VF : Laurent Maurel) : Ministre Billy Turner, ministre de la propagande
- William Forsythe (VF : Paul Borne) : Directeur J. Edgar Hoover
- Eijiro Ozak (VF : Stéphane Pouplard) : Grand Amiral Inokuchi
- Bruce Locke (en) : Maréchal Yamori, gouverneur militaire des États du Pacifique Japonais
- Mayumi Yoshida (en) : Princesse Michiko Shõda
- Eric Lange : Generaloberst  Bill Whitcroft
- John Hans Tester (VF : Hervé Bellon) : Dr Josef Mengele
- Clé Bennett (VF : Jean-Baptiste Anoumon) : Elijah
- Sen Mitsuji (VF : Maxime Baudouin) : Caporal Toru Kido
- Chika Kanamoto : Yukiko
- Rachel Nichols (VF : Audrey Sourdive) : Agent Martha Stroud
- David Harewood : Equiano Hampton, chef de la Rébellion Communiste Noire
- Tamlyn Tomita (VF : Christiane Ludot) : Tamiko Watanabe
- Clint Jung : Général Ryuu Matsuda
- Larry Hoe : Ministre Nagasaki
- Takeshi Kurokawa : Ministre Shimura

## Épisodes

### Épisode 1:Hexagramme 64
- : 15 novembre 2019 sur Amazon Video

### Épisode 2:Porte de sortie
- : 15 novembre 2019 sur Amazon Video

### Épisode 3:La Boîte
- : 15 novembre 2019 sur Amazon Video

### Épisode 4:Bon Vent
- : 15 novembre 2019 sur Amazon Video

### Épisode 5:Mauvaise Foi
- : 15 novembre 2019 sur Amazon Video

### Épisode 6:Un brin d'audace
- : 15 novembre 2019 sur Amazon Video

### Épisode 7:Seuls maîtres de notre destin
- : 15 novembre 2019 sur Amazon Video

### Épisode 8:Hitler n'en a qu'une
- : 15 novembre 2019 sur Amazon Video

### Épisode 9:Le Poids des actes
- : 15 novembre 2019 sur Amazon Video

### Épisode 10:Le Feu venu des cieux
- : 15 novembre 2019 sur Amazon Video